# Klorkalk
Klorkalk (blegekalk eller blegepulver) er en teknisk blanding af ca. 35 % kalciumhypoklorit Ca(OCl)2, 30 % kalciumklorid (CaCl2) og 13 % kalciumhydroxid Ca(OH)2. Af og til bliver klorkalk beskrevet under formlen 3CaCl(OCl) · Ca(OH)2 · 5 H2O. Klorkalk er et oxidationsmiddel.
Klorkalk blev fremstillet for første gang i 1799 af Charles Tennant.

## Fremstilling
Klorkalk dannes uden varmetilførsel, når man tilfører klorgas til læsket kalk (kalciumhydroxid):
{\displaystyle \mathrm {Ca(OH)_{2}+Cl_{2}\longrightarrow CaCl(OCl)+H_{2}O} }
Den her beskrevne omsætning til kalciumhypoklorit løber dog ikke fuldstændigt til ende, og derfor opstår den nævnte blanding, som også indeholder kalciumklorid og kalciumhydroxid.

## Egenskaber
Klorkalk er et hvidt pulver eller granulat, der lugter af klor. Det er kun ganske lidt opløseligt i vand. Vægtfylden angives til 2,35 g/cm3.
Når der tilføres syre eller CO2 fra luften, udvikler blandingen klorgas. Et eksempel på det er svovlsyrens reaktion med klorkalk:
{\displaystyle \mathrm {CaCl(OCl)+H_{2}SO_{4}\longrightarrow CaSO_{4}+H_{2}O+Cl_{2}} }
Ved henstand og i forbindelse med mange metalilter udskilles der ilt (særligt under lyspåvirkning).

## Anvendelse
Klorkalk blev først brugt som desinfektionsmiddel af lægen Ignaz Semmelweis, som det lykkedes at nedsætte barselskvinders dødelighed ganske betydeligt. Ganske vist angriber klorkalk ikke kun bakterier og vira, men også huden. Derfor tåles midlet ikke særligt godt, og kun få er parate til at bruge det regelmæssigt. I dag anvender man i stedet håndsprit. Klorkalk bruges bl.a. til at desinficere drikkevand og svømmebassiner. Stoffet bruges desuden som bekæmpelsesmiddel mod alger og som afgiftningsmiddel for krigsgasser (f.eks. sarin eller sennepsgas). I det militære sprogbrug kendes klorkalk også under NATOs korte betegnelse, C8.
Klorkalk eller det rene kalciumhypoklorit bruges i industrien som blegemiddel for cellulose, papir og tekstiler, selv om stoffet af hensyn til miljøet efterhånden bliver erstattet med klorfrie fremgangsmåder til blegning.

## Toksikologi
De pakninger med klorkalk, som findes i handlen, er forsynet med de samme sikkerhedsmærkninger som hovedkomponenten, kalciumhypoklorit. Advarslerne viser, at stoffet er brandfremmende, ætsende og miljøskadeligt. Dødelig dosis, udtrykt som LD50, ligger på 850 mg/kg ved rotters optagelse af stoffet gennem munden.